# Glenea gestroi
Glenea gestroi är en skalbaggsart som beskrevs av Charles Joseph Gahan 1894. Glenea gestroi ingår i släktet Glenea och familjen långhorningar.
Artens utbredningsområde är Myanmar. Inga underarter finns listade i Catalogue of Life.